# Kurzeme
Kurzeme o anteriormente llamada Curlandia, es una de las seis regiones de Letonia. Se encuentra ubicada al oeste del país, junto a la costa del mar Báltico y al norte de la frontera con Lituania. Su población a fecha de 1 de enero de 2018 era de 243 032 habitantes y sus municipios y ciudades (c) son los siguientes:
- Aizpute 8,355
- Alsunga 1,322
- Brocēni 5,622
- Dundaga 3,740
- Durbe 2,681
- Grobiņa 8,479
- Kuldīga 22,630
- Liepāja 69,180 (c)
- Mērsrag 1,478
- Nīca 3,209
- Pāvilosta 2,575
- Priekule 5,203
- Roja 3,527
- Rucava 1,538
- Saldus 22,422
- Skrunda 4,747
- Talsi 28,071
- Vaiņode 2,337
- Ventspils 34,855 (c)
- Ventspils 11,061[1]